# لاهوت التحرير

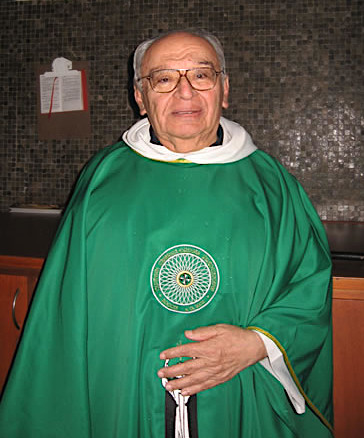

لاهوت التحرير هو مزيج من اللاهوت المسيحي والتحليلات الاجتماعية-الاقتصادية الماركسية، التي تشدد على الاهتمام الاجتماعي بالفقراء، والتحرر السياسي للشعوب المضطهدة، وهو ما كان يمثل الممارسة السياسية لعلماء الدين في أمريكا اللاتينية في خمسينيات وستينيات القرن العشرين، مثل جوستافو غوتياريز من البيرو، ليوناردو بوف من البرازيل، وخوان لويس سيغوندو من الأوروجواي، وجون سوبرينو من إسبانيا، الذين جعلوا عبارة «الخيار التفضيلي للفقراء» شائعة.
برز من أمريكا اللاتينية دعاة إنجيليين أيضًا للاهوت التحرير، مثل رينيه باديلا من الإكوادور، وصموئيل إسكوبار من البيرو، وأورلاندو كوستاس من بورتوريكو، دعوا في سبعينيات القرن العشرين للـ «المهمة المتكاملة»، مشددين على التبشير بالإنجيل، وعلى المسؤولية الاجتماعية.
تطور لاهوت التحرير في أجزاء أخرى من العالم مثل اللاهوت الأسود في الولايات المتحدة وجنوب أفريقيا، ولاهوت التحرير الفلسطيني، لاهوت داليت في الهند، ولاهوت مينيونغ في كوريا الجنوبية.

## لاهوت التحرير لأمريكا اللاتينية
تطور أشهر أشكال لاهوت التحرير داخل الكنيسة الكاثوليكية في أمريكا اللاتينية في الخمسينات والستينات من القرن العشرين، والذي نشأ بشكل أساسي كرد فعل أخلاقي للفقر والظلم الاجتماعي في المنطقة، وقد صيغ هذا المصطلح في عام 1971 من قبل الكاهن جوستافو غوتياريز، الذي كتب أحد الكتب المعرفة للحركة.
لاقى لاهوت التحرير المعارضة في الولايات المتحدة لاستخدامه «مفاهيم ماركسية»، كما وجه مجمع العقيدة والإيمان الفاتيكاني النصح إليهم في 1984 و1986، فقد رفض الفاتيكان بعض أشكال لاهوت التحرير في أمريكا اللاتينية بسبب التركيز على الخطيئة المؤسسية أو الجهازية، ولاعتبار التسلسل الهرمي للكنيسة الكاثوليكية في أمريكا الجنوبية أعضاءً في نفس الطبقة التي طالما اضطهدت السكان الأصليين منذ وصول بيثارو.,

## التاريخ
كان مؤتمر أمريكا اللاتينية الأسقفي لاعبًا أساسيًا في تشكيل علم اللاهوت التحرري -الذي أنشئ في عام 1955 في ريو دي جانيرو في البرازيل، حيث دفع مجمع الفاتيكان الثاني (1962- 1965) إلى موقف أكثر توجهًا نحو المجتمع، ومع ذلك فإن المؤتمر لم يدعم أبدًا لاهوت التحرير بسبب غضب الفاتيكان منه، حيث حاول البابا بولس السادس إبطاء الحركة بعد مجمع الفاتيكان الثاني.

## اللاهوت
يمكن تفسير لاهوت التحرير على أنه محاولة للعودة إلى إنجيل الكنيسة الأولى حيث تكون المسيحية لامركزية سياسيًا وثقافيًا.
يقترح لاهوت التحرير مكافحة الفقر عن طريق معالجة مصدره المزعوم –الخطيئة، ومن خلال القيام بذلك، يستكشف العلاقة بين اللاهوت المسيحي (وخاصة الروم الكاثوليك) والنشاط السياسي، خاصةً فيما يتعلق بالعدالة الاقتصادية والفقر وحقوق الإنسان، والابتكار المنهجي الرئيسي هو برؤية اللاهوت من منظور الفقراء والمظلومين، إذ يقول جون سوبرينو -على سبيل المثال- بأن الفقراء هم طريق متميز لنعمة الله.
يعتمد بعض علماء لاهوت التحرير في عملهم الاجتماعي على النصوص الكتابية التي تصف مهمة يسوع المسيح، مثل جلب السيف (الاضطراب الاجتماعي) -على سبيل المثال: أشعياء 61: 1، متى 10:34، لوقا 22: 35-38- وليس جلب السلام (النظام الاجتماعي)، وهذا التفسير الكتابي هو دعوة للعمل ضد الفقر والخطيئة التي تولده، للتأثير على مهمة العدالة لليسوع المسيح في هذا العالم.

## الممارسة
كان أحد أكثر الجوانب أساسيةً في لاهوت التحرير هو التنظيم الاجتماعي، أو إعادة تنظيم ممارسة الكنيسة من خلال نموذج مجتمعات القاعدة المسيحية، حيث سعى اللاهوت التحرري لأن يكون حركة تتوجه من القاعدة في الممارسة، بأن يكون التفسير الكتابي والطقوس من الممارسين العاديين أنفسهم، وليس من خلال التسلسل الهرمي للكنيسة الأرثوذكسية.
يُفهَم تفسير النصوص المقدسة في هذا السياق على أنه «تطبيق عملي-براكسيس»، حيث يسعى لاهوت التحرير إلى تفسير أعمال الكنيسة الكاثوليكية، وتعاليم يسوع المسيح من منظور الفقراء والمحرومين، وفي أمريكا اللاتينية، يستهدف علماء لاهوت التحرير بالتحديد الفوارق الحادة بين الأغنياء والفقراء في الأنظمة الاجتماعية والاقتصادية الموجودة داخل الهياكل السياسية والشعبية للأمم؛ إنه نقد قوي لمختلف الهياكل الاقتصادية والاجتماعية، مثل الحكومة القمعية، والاعتماد على دول العالم الأول، والكنيسة الهرمية التقليدية، التي تسمح للبعض بأن يكونوا أغنياء للغاية في حين أن الآخرين لا يستطيعون الحصول حتى على مياه شرب آمنة.

## المهمة المتكاملة لأمريكا اللاتينية
مهمة متكاملة أو مهمة شاملة (بالإسبانية: misión integral) هي مصطلح صيغ في السبعينيات من قبل أعضاء مجموعة «جماعة لاهوتيّ أمريكا اللاتينية» الإنجيلية، لوصف عملية فهم المهمة المسيحية التي تتضمن التبشير والمسؤولية الاجتماعية، ومنذ مؤتمر لوزان عام 1974، أثرت المهمة المتكاملة على عدد كبير من الإنجيليين في جميع أنحاء العالم.

## اللاهوت الأسود
يشير اللاهوت الأسود إلى النظرية اللاهوتية التي نشأت في بعض الكنائس السوداء في الولايات المتحدة وفيما بعد في أجزاء أخرى من العالم، والتي تستخدم المسيحية كمحاولة لمساعدة المنحدرين من أصل أفريقي في التغلب على القمع، وتركز بشكل خاص على المظالم التي ارتكبت ضد الأميركيين الأفارقة وسود جنوب أفريقيا خلال التفرقة العنصرية الأميركية والفصل العنصري.
يسعى اللاهوت الأسود إلى تحرير الناس من أشكال الاستعباد المتعددة؛ السياسي، والاجتماعي، والاقتصادي، والديني، ويعتبرون اللاهوت المسيحي لاهوتًا للتحرير، ويخلط اللاهوت الأسود بين الديانة المسيحية وبين قضايا الحقوق المدنية، التي تثيرها بشكل خاص «حركة قوة السود» و«حركة الوعي الأسود».

## لاهوت التحرير الفلسطيني
هو تعبير عن اللاهوت السياسي واللاهوت السياقي الذي يمثل محاولة من قبل عدة لاهوتيين فلسطينيين، يعملون بشكل مستقل من مختلف الطوائف –معظمهم من كنائس رئيسية بروتستانتية- لتوضيح رسالة الإنجيل بطريقة تربط هذا الإنجيل المحرّر باحتياجات المجموعات الأهلية، ويتضمن هذا التعبير -كقاعدة عامة- إدانة لدولة إسرائيل، دعامة لاهوتية للمقاومة الفلسطينية لإسرائيل، وللتطلعات الوطنية الفلسطينية، وتثمين شديد للهوية العرقية والثقافية الفلسطينية كضامن للفهم الحقيقي للإنجيل بحكم أنهم سكان أرض يسوع والكتاب المقدس، والشخصية الرئيسية في لاهوت التحرير الفلسطيني هو رجل الدين الإنجيلي «نعيم عتيق» -مؤسس مركز السبيل للاهوت التحرير المسكوني في القدس.